# Scopula proutiana
Scopula proutiana är en fjärilsart som beskrevs av Leo Andrejewitsch Sheljuzhko 1955. Scopula proutiana ingår i släktet Scopula och familjen mätare. Inga underarter finns listade.